# Industria de la energía eléctrica

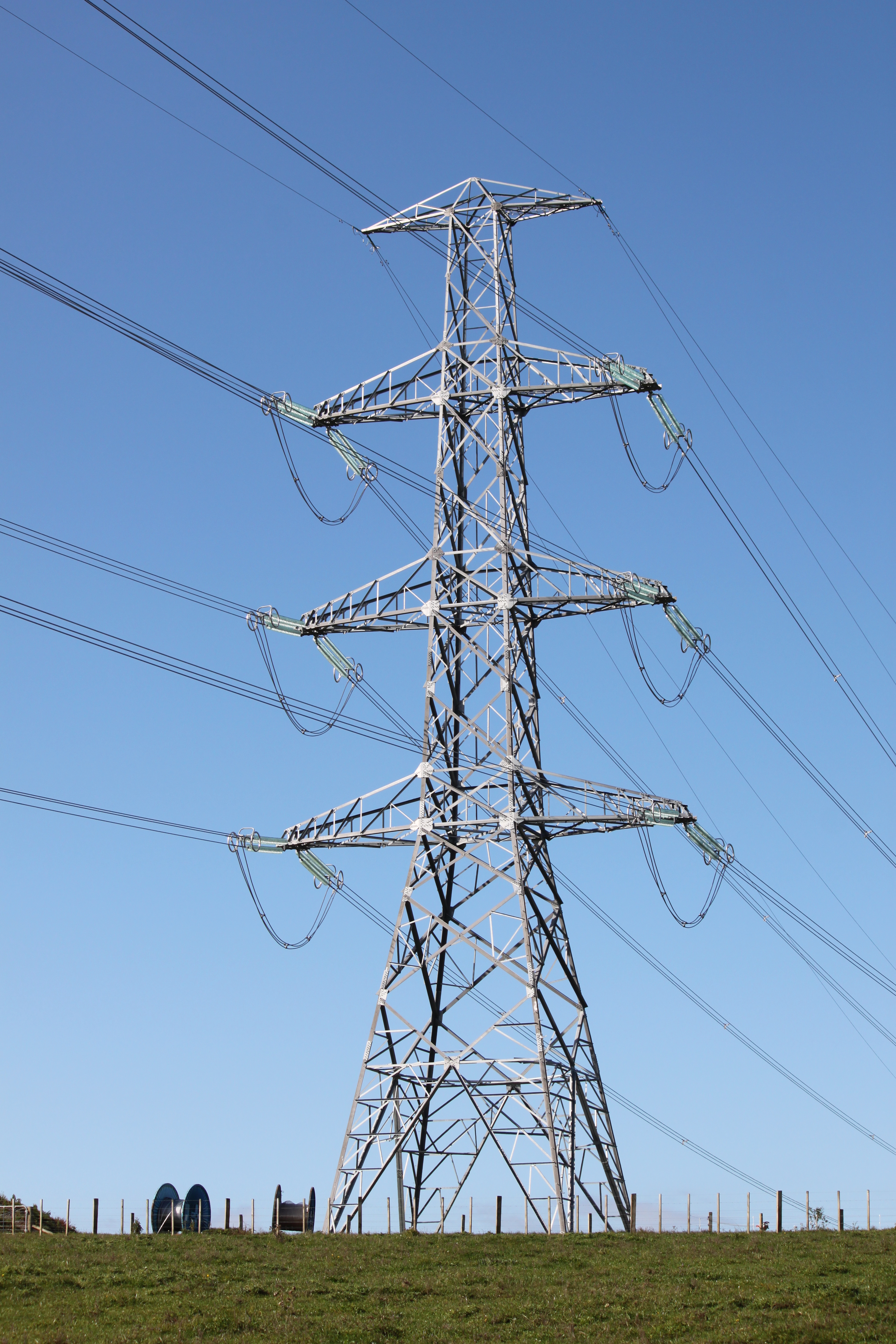
La energía eléctrica se transmite por líneas aéreas como estas, y también por cables subterráneos de alta tensión.

La industria de la energía eléctrica abarca la generación, transmisión, distribución y venta de energía eléctrica al público en general y a la industria. La mercancía vendida es en realidad energía, no potencia, por ejemplo, los consumidores pagan por kilovatios-hora, potencia multiplicada por tiempo, que es energía.  La distribución comercial de electricidad comenzó en 1882, cuando se produjo electricidad para el alumbrado eléctrico. En las décadas de 1880 y 1890, las crecientes preocupaciones económicas y de seguridad llevaron a la regulación de la industria. Lo que antes era una costosa novedad limitada a las zonas más densamente pobladas, la energía eléctrica fiable y económica se ha convertido en un aspecto esencial para el funcionamiento normal de todos los elementos de las economías desarrolladas. A mediados del siglo XX, la electricidad se consideraba un "monopolio natural", sólo eficiente si participaba en el mercado un número restringido de organizaciones; en algunas zonas, empresas integradas verticalmente suministran todas las etapas, desde la generación hasta la venta al por menor, y sólo la supervisión gubernamental regulaba la tasa de rentabilidad y la estructura de costes. Desde la década de 1990, muchas regiones han fragmentado la generación y distribución de energía eléctrica. Aunque estos mercados pueden ser manipulados de forma abusiva, con el consiguiente impacto adverso en los precios y la fiabilidad para los consumidores, en general la producción competitiva de energía eléctrica conduce a mejoras dignas de mención en la eficiencia. Sin embargo, la transmisión y la distribución son problemas más difíciles, ya que los rendimientos de la inversión no son tan fáciles de encontrar.

## Historia
Aunque se sabía que la electricidad se producía como resultado de las reacciones químicas que tienen lugar en una pila electrolítica desde que Alessandro Volta desarrolló la pila voltaica en 1800, su producción por este medio era, y sigue siendo cara. En 1831, Michael Faraday ideó una máquina que generaba electricidad a partir del movimiento rotatorio, pero la tecnología tardó casi 50 años en alcanzar una fase comercialmente viable. En 1878, en Estados Unidos, Thomas Edison desarrolló y vendió un sustituto comercialmente viable del alumbrado y la calefacción de gas que utilizaba electricidad de corriente continua generada y distribuida localmente. En diciembre de 1881, Robert Hammond hizo una demostración de la nueva luz eléctrica en la ciudad británica de Brighton, en Sussex, durante un periodo de prueba. El éxito posterior de esta instalación permitió a Hammond dar a esta empresa una base comercial y legal, ya que varios propietarios de tiendas querían utilizar la nueva luz eléctrica. Así nació la Hammond Electricity Supply Co. A principios de 1882, Edison inauguró la primera central eléctrica de vapor del mundo en el viaducto de Holborn, en Londres, donde había firmado un acuerdo con la City Corporation por un periodo de tres meses para suministrar alumbrado público. Con el tiempo había suministrado luz eléctrica a varios consumidores locales. El método de suministro era corriente continua (CC). Mientras que el proyecto de Godalming y el del viaducto de Holborn de 1882 se cerraron al cabo de unos años, el de Brighton continuó y en 1887 se suministró durante 24 horas al día. Más tarde, en septiembre de 1882, Edison inauguró la central eléctrica de Pearl Street en Nueva York, que también funcionaba con corriente continua. Por este motivo, la generación se realizaba cerca o en las instalaciones del consumidor, ya que Edison no disponía de medios de conversión de tensión. La tensión elegida para cualquier sistema eléctrico es un compromiso. Para una determinada cantidad de potencia transmitida, el aumento de la tensión reduce la corriente y, por tanto, el grosor necesario del cable. Desgraciadamente, también aumenta el peligro de contacto directo y el grosor del aislamiento. Además, algunos tipos de carga eran difíciles o imposibles de hacer funcionar con tensiones más altas. El efecto general era que el sistema de Edison requería que las centrales eléctricas estuvieran a menos de una milla de los consumidores. Este sistema podía funcionar en el centro de las ciudades, pero no era rentable en los suburbios. A mediados y finales de la década de 1880 se introdujeron los sistemas de corriente alterna (CA) en Europa y Estados Unidos. La energía de CA tenía la ventaja de que los transformadores, instalados en las centrales eléctricas, podían utilizarse para elevar la tensión de los generadores, y los transformadores de las subestaciones locales podían reducir la tensión para abastecer a las cargas. El aumento de la tensión reducía la corriente en las líneas de transmisión y distribución y, por tanto, el tamaño de los conductores y las pérdidas de distribución. Esto hacía más económica la distribución de energía a largas distancias. Los generadores (como las centrales hidroeléctricas) podían situarse lejos de las cargas. La CA y la CC compitieron durante un tiempo, durante un periodo llamado la guerra de las corrientes. El sistema de corriente continua podía presumir de una seguridad ligeramente superior, pero esta diferencia no era lo bastante grande como para superar las enormes ventajas técnicas y económicas de la corriente alterna, que acabó imponiéndose. El sistema de alimentación de corriente alterna utilizado hoy en día se desarrolló rápidamente, respaldado por industriales como George Westinghouse con Mikhail Dolivo-Dobrovolsky, Galileo Ferraris, Sebastian Ziani de Ferranti, Lucien Gaulard, John Dixon Gibbs, Carl Wilhelm Siemens, William Stanley Jr, Nikola Tesla, y otros contribuyeron a este campo. La electrónica de potencia es la aplicación de la electrónica de estado sólido al control y la conversión de la energía eléctrica. La electrónica de potencia comenzó con el desarrollo del rectificador de arco de mercurio en 1902, utilizado para convertir CA en CC. A partir de los años 20, continuaron las investigaciones para aplicar los tiratrones y las válvulas de arco de mercurio controladas por la red a la transmisión de energía. La graduación de los electrodos los hizo aptos para la transmisión de energía en corriente continua de alta tensión (HVDC). En 1933 se inventaron los rectificadores de selenio. La tecnología de los transistores se remonta a 1947, con la invención del transistor de punto de contacto, al que siguió el transistor de unión bipolar (BJT) en 1948. En la década de 1950, los diodos semiconductores de mayor potencia empezaron a sustituir a los tubos de vacío. En 1956 se introdujo el rectificador controlado de silicio (SCR), que amplió el abanico de aplicaciones de la electrónica de potencia. En 1959 se produjo un gran avance en la electrónica de potencia con la invención del MOSFET (transistor semiconductor de óxido metálico de efecto de campo). Las generaciones de MOSFET permitieron a los diseñadores de electrónica de potencia alcanzar niveles de rendimiento y densidad que no eran posibles con los transistores bipolares. En 1969, Hitachi presentó el primer MOSFET de potencia vertical, que más tarde se conocería como VMOS (MOSFET de ranura en V). Desde entonces, el MOSFET de potencia se ha convertido en el dispositivo de potencia más común del mundo, debido a su baja potencia de accionamiento de puerta, rápida velocidad de conmutación, fácil capacidad de paralelización avanzada, amplio ancho de banda, robustez, fácil accionamiento, polarización sencilla, facilidad de aplicación y facilidad de reparación. Aunque el HVDC se utiliza cada vez más para transmitir grandes cantidades de electricidad a largas distancias o para conectar sistemas eléctricos asíncronos adyacentes, la mayor parte de la generación, transmisión, distribución y venta al por menor de electricidad se realiza con corriente alterna.

## Organización

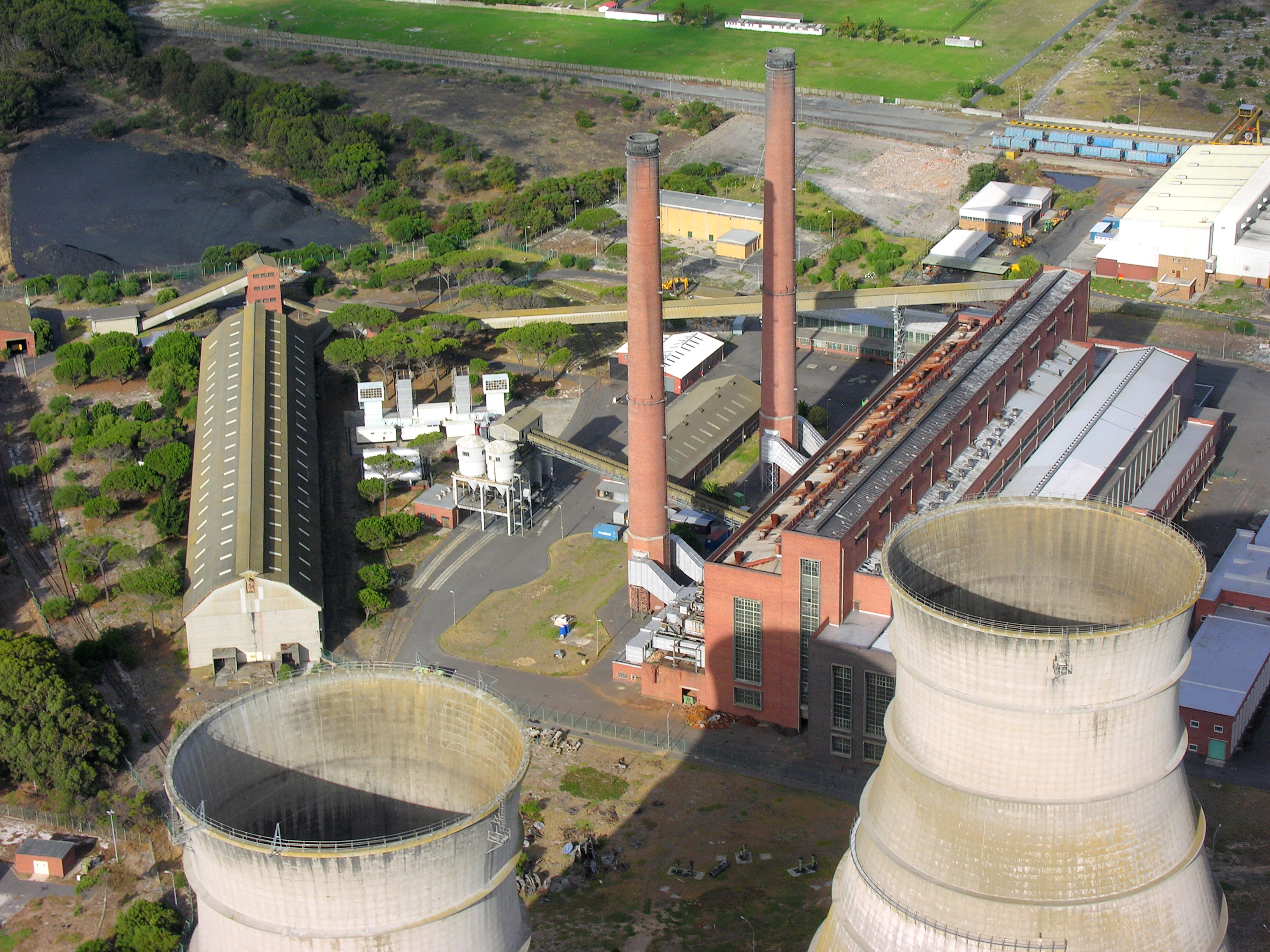
La central eléctrica de AthloneSudáfrica.

La industria de la energía eléctrica suele dividirse en cuatro procesos. Se trata de la generación de electricidad, por ejemplo, en una central eléctrica, la transmisión de energía eléctrica, la distribución de electricidad y la venta de electricidad al por menor. En muchos países, las compañías eléctricas son propietarias de toda la infraestructura, desde las centrales generadoras hasta la infraestructura de transmisión y distribución. Por esta razón, la energía eléctrica se considera un monopolio natural. Por lo general, el sector está fuertemente regulado, a menudo con controles de precios, y con frecuencia es propiedad y está gestionado por el gobierno. Sin embargo, la tendencia moderna ha sido una creciente desregulación al menos en los dos últimos procesos. La naturaleza y el estado de la reforma del mercado de la electricidad suelen determinar si las compañías eléctricas pueden participar sólo en algunos de estos procesos sin tener que ser propietarias de toda la infraestructura, o si los ciudadanos eligen qué componentes de la infraestructura patrocinar. En los países en los que el suministro eléctrico está desregulado, los usuarios finales de la electricidad pueden optar por una electricidad verde más costosa.

## Generación
Todas las formas de generación de electricidad tienen aspectos positivos y negativos. Probablemente, la tecnología acabará declarando cuáles son las formas preferidas, pero en una economía de mercado, las opciones con menos costes globales se elegirán generalmente por encima de otras fuentes. Aún no está claro qué forma puede satisfacer mejor las demandas energéticas necesarias ni qué proceso puede resolver mejor la demanda de electricidad. Hay indicios de que las energías renovables se están convirtiendo rápidamente en las más viables en términos económicos. Una combinación diversa de fuentes de generación reduce los riesgos de subidas del precio de la electricidad.

## Transmisión de energía eléctrica
La transmisión de energía eléctrica es el movimiento a granel de la energía eléctrica desde un lugar de generación, como una central eléctrica, hasta una subestación eléctrica. Las líneas interconectadas que facilitan este movimiento se conocen como red de transmisión. Es distinta del cableado local entre las subestaciones de alta tensión y los clientes, que suele denominarse distribución de energía eléctrica. La red combinada de transmisión y distribución se conoce como "red eléctrica" en Norteamérica, o simplemente "la red". En el Reino Unido, India, Malasia y Nueva Zelanda, la red se conoce como "National Grid". Una red síncrona de área extensa, también conocida como "interconexión" en Norteamérica, conecta directamente muchos generadores que suministran corriente alterna con la misma frecuencia relativa a numerosos consumidores. Por ejemplo, hay cuatro grandes interconexiones en Norteamérica (la Interconexión Occidental, la Interconexión Oriental, la Interconexión de Quebec y la red del Consejo de Fiabilidad Eléctrica de Texas (ERCOT)). En Europa, una gran red conecta la mayor parte de la Europa continental. Históricamente, las líneas de transmisión y distribución eran propiedad de la misma empresa, pero a partir de los años 90, muchos países han liberalizado la regulación del mercado eléctrico de forma que se ha separado el negocio de la transmisión de electricidad del de la distribución.

## Distribución de energía eléctrica
La distribución de energía eléctrica es la etapa final del suministro de energía eléctrica; transporta la electricidad desde el sistema de transmisión hasta los consumidores individuales. Las subestaciones de distribución se conectan al sistema de transmisión y reducen la tensión de transmisión a media tensión, que oscila entre 2 kV y 35 kV, mediante transformadores. Las líneas de distribución primaria transportan esta energía de media tensión a los transformadores de distribución situados cerca de las instalaciones del cliente. Los transformadores de distribución vuelven a bajar la tensión hasta el voltaje de utilización utilizado por el alumbrado, los equipos industriales o los electrodomésticos. A menudo se suministra a varios clientes desde un transformador a través de líneas de distribución secundarias. Los clientes comerciales y residenciales se conectan a las líneas de distribución secundaria a través de bajantes de servicio. Los clientes que demandan una cantidad de energía mucho mayor pueden conectarse directamente al nivel de distribución primaria o al nivel de subtransmisión.

## Venta al por menor de electricidad
La venta minorista de electricidad es la venta final de electricidad desde la generación hasta el consumidor final. Industrias eléctricas mundiales La organización del sector eléctrico de un país o región varía en función del sistema económico del país. En algunos lugares, toda la generación, transmisión y distribución de energía eléctrica corre a cargo de una organización controlada por el gobierno. Otras regiones tienen empresas de servicios públicos privadas o propiedad de inversores, empresas propiedad de ciudades o municipios, empresas cooperativas propiedad de sus propios clientes, o combinaciones. La generación, la transmisión y la distribución pueden ser ofrecidas por una sola empresa, o pueden ser diferentes organizaciones las que proporcionen cada una de estas partes del sistema. No todo el mundo tiene acceso a la red eléctrica. Alrededor de 840 millones de personas (la mayoría en África) no tenían acceso en 2017, frente a los 1.200 millones de 2010.

## Reforma del mercado
El modelo empresarial de la empresa eléctrica ha cambiado a lo largo de los años, desempeñando un papel vital en la configuración del sector eléctrico hasta convertirse en lo que es hoy: desde la generación, el transporte y la distribución hasta la venta final al por menor local. Esto ha ocurrido de forma destacada desde la reforma del sector del suministro eléctrico en Inglaterra y Gales en 1990.

### Estados Unidos
Entre 1996 y 1999, la Comisión Federal Reguladora de la Energía (FERC) tomó una serie de decisiones destinadas a abrir el mercado mayorista estadounidense a nuevos operadores, con la esperanza de que el estímulo de la competencia ahorrara a los consumidores entre 4.000 y 5.000 millones de dólares al año y fomentara la innovación técnica en el sector. 
Se tomaron medidas para dar a todos los participantes en el mercado acceso abierto a las líneas de transmisión interestatales existentes. 
- La Orden nº 888 ordenó a las empresas eléctricas integradas verticalmente que separaran funcionalmente sus actividades de transmisión, generación y comercialización de energía para evitar el autocomercio.
- La Orden nº 889 estableció un sistema para proporcionar a todos los participantes información oportuna sobre la capacidad de transmisión y los precios disponibles.
- La FERC también respaldó el concepto de designar operadores de sistemas independientes (ISO) para gestionar la red eléctrica, una función que tradicionalmente era responsabilidad de las empresas eléctricas integradas verticalmente. El concepto de operador de sistemas independientes evolucionó hasta convertirse en el de organizaciones regionales de transporte (RTO). La intención de la FERC era que todas las empresas estadounidenses propietarias de líneas de transmisión eléctrica interestatales pusieran esas instalaciones bajo el control de una RTO. En su Orden nº 2000 (Organizaciones Regionales de Transmisión), publicada en 1999, la FERC especificó las capacidades mínimas que debía poseer una RTO.

Estas decisiones, que pretendían crear una red totalmente interconectada y un mercado eléctrico nacional integrado, dieron lugar a la reestructuración de la industria eléctrica estadounidense. Este proceso sufrió pronto dos reveses: la crisis energética de California en 2000 y el escándalo y la quiebra de Enron. Aunque la reestructuración de la industria siguió adelante, estos acontecimientos dejaron claro que los mercados competitivos podían manipularse y que, por tanto, debían diseñarse y supervisarse adecuadamente. Además, el apagón del Noreste de 2003 puso de relieve la necesidad de prestar una doble atención a la fijación de precios competitivos y a unas normas de fiabilidad estrictas.

### Otros países
En algunos países funcionan mercados mayoristas de electricidad, en los que generadores y minoristas comercian con la electricidad de forma similar a las acciones y las divisas. A medida que avanza la desregulación, las empresas de servicios públicos se ven impulsadas a vender sus activos, ya que el mercado de la energía sigue la línea del mercado del gas en el uso de los mercados de futuros y al contado y otros acuerdos financieros. Incluso se está produciendo una globalización con compras en el extranjero. Una de estas compras se produjo cuando la británica National Grid, la mayor compañía eléctrica privada del mundo, compró varias empresas eléctricas de Nueva Inglaterra por 3.200 millones de dólares. Entre 1995 y 1997, siete de las 12 compañías eléctricas regionales (REC) de Inglaterra y Gales fueron compradas por empresas energéticas estadounidenses. A nivel nacional, las empresas locales de electricidad y gas han fusionado sus operaciones al ver las ventajas de la afiliación conjunta, sobre todo con la reducción de costes de la medición conjunta. Los avances tecnológicos se producirán en los mercados eléctricos mayoristas competitivos, como los ejemplos que ya se están utilizando: las pilas de combustible utilizadas en los vuelos espaciales; las turbinas de gas aeroderivadas utilizadas en los aviones a reacción; la ingeniería solar y los sistemas fotovoltaicos; los parques eólicos marinos; y los avances en la comunicación generados por el mundo digital, en particular con el microprocesamiento que ayuda en la supervisión y el despacho. 
Se prevé que la demanda de electricidad aumente en el futuro. La revolución de la información depende en gran medida de la energía eléctrica. Otras áreas de crecimiento son las nuevas tecnologías eléctricas, el acondicionamiento del espacio, los procesos industriales y el transporte (vehículos híbridos, locomotoras, etc.).